# 구이저우 WS-13
구이저우 WS-13은 추력 8.8톤의 중국산 터보팬 엔진이다. 중국판 제너럴 일렉트릭 F414 엔진이다. 러시아 미그29의 클리모프 RD-33 엔진을 바탕으로 현재 개발중이다.

## 제원
- 이름 : WS-13
- 추력 : 애프터버너시, 22,000 파운드
- 도입 진도 : 개발중
- 탑재기종 : J-31

#### 나라별 전투기 엔진 스펙
| 국가   | 엔진명    | 추력(애프터버너) | 탑재기종                |
| ------ | --------- | ---------------- | ----------------------- |
| 중국   | WS-15     | 44,000 파운드    | 개발중                  |
| 미국   | F135      | 40,000 파운드    | F-35 라이트닝 II        |
| 미국   | F119      | 35,000 파운드    | F-22 랩터               |
| 중국   | WS-10G    | 34,000 파운드    | 청두 J-20               |
| 일본   | XF9-1     | 33,000 파운드    | F-3                     |
| 러시아 | AL-41F1   | 33,000 파운드    | 수호이 Su-57            |
| 러시아 | AL-31F M2 | 32,600 파운드    | 청두 J-20, 수호이 Su-34 |
| 러시아 | AL-41F 1S | 31,900 파운드    | 수호이 Su-35S           |

| 국가   | 엔진명               | 추력(애프터버너) | 탑재기종            |
| ------ | -------------------- | ---------------- | ------------------- |
| 미국   | 제너럴 일렉트릭 F110 | 29,500 파운드    | F-15K, 미쓰비시 F-2 |
| 프랑스 | Snecma M88           | 27,900 파운드    | 다소 라팔           |
| 유럽   | 유로젯 EJ200         | 27,000 파운드    | 유로파이터 타이푼   |
| 미국   | 프랫 앤 휘트니 F100  | 23,000 파운드    | F-15, F-16          |
| 미국   | F414                 | 22,900 파운드    | F/A-18E/F, F-117    |
| 중국   | WS-13                | 22,400 파운드    | FC-1, J-31          |

## 같이 보기
- 클리모프 RD-33 -  러시아 추력 8.3톤 터보팬
- 제너럴 일렉트릭 F404 -  미국 추력 8톤 터보팬
- 구이저우 WS-13 -  중국 추력 8.8톤 터보팬, 개발중
- GTRE GTX-35VS 카베리 -  인도 추력 8.2톤 터보팬, 개발중
- 유로젯 EJ200 -  유럽 추력 9.2톤 터보팬
- 스넥마 M88 -  프랑스 추력 8톤 터보팬